# 空が灰色だから
『空が灰色だから』（そらがはいいろだから）は、阿部共実による日本の漫画作品。
『週刊少年チャンピオン』（秋田書店）の2011年38号から40号まで『空が灰色だから手をはなそう』の題名で短期集中連載された後、『空が灰色だから』に改題して正式連載となり、同年47号から2013年9号まで連載された。
クセのある様々な人間（主に思春期の男女）の上手くいかない日常を、一話完結型のオムニバス形式で描く。甘酸っぱい青春コメディー物がある一方で、本格的なホラー物や、主人公が報われないなど非常に後味の悪い終わり方をする話も多く、単行本カバーなどで「“心がざわつく”思春期コミック」と紹介されている。登場人物が毎回変わり、読者は登場人物に対しての前知識を持たないため、それを利用してミスリードを誘うような演出も多い。一度メインに据えられた人物が端役として再登場したり、再度メインとして登場したりするケースもある。山陽電鉄やJR神戸線など、背景描写には阿部の地元である兵庫県の風景がたびたび使われている。
連載以前からpixivなどのウェブサイトで作品を発表し、一定の人気を集めていた著者にとって初の単行本化作品であり、単行本1巻発売直後には完売店が続出した。

## 書誌情報
- 阿部共実『空が灰色だから』 秋田書店〈少年チャンピオン・コミックス〉、全5巻
  1. 2012年3月20日初版発行（2012年3月8日発売） ISBN 978-4-253-21715-6
  2. 2012年7月20日初版発行（2012年7月6日発売） ISBN 978-4-253-21716-3
  3. 2012年10月20日初版発行（2012年10月5日発売） ISBN 978-4-253-21717-0
  4. 2013年1月20日初版発行（2013年1月8日発売） ISBN 978-4-253-21718-7
  5. 2013年3月20日初版発行（2013年3月8日発売） ISBN 978-4-253-21719-4

- 単行本では、登場人物達のこぼれ話を描く4コマ漫画や、描き下ろし2ページ漫画「空が灰色なので」も掲載。
- 正式連載の前に短期集中連載された「空が灰色だから手をはなそう」全3話が第1巻で第1 - 3話として収録されているため、正式連載の第1話が第4話として収録され、雑誌連載時と話数表記が異なっている。また、連載順の収録ではなく、繰り上げおよび繰り下げて収録されている話もある。
- 扉絵のみカラーページで雑誌掲載された話はモノクロで収録。第4巻掲載分時点で、オールカラーページで本誌に掲載された話は『大好きが虫はタダシくんの 阿部共実作品集』に収録。